# 蒙热拉夫雷
蒙热拉夫雷（法語：Montgellafrey，法語發音：[mɔ̃ʒɛlafʁɛ]）是法国萨瓦省的一个旧市镇，属于圣让德莫里耶讷区。2017年，蒙热拉夫雷与市镇圣费朗索瓦-隆尚和蒙泰蒙合并为新的圣弗朗索瓦-隆尚。

## 地理
蒙热拉夫雷（45°23'32"N, 6°19'7"E）面积19.36 平方千米，位于法国奥弗涅-罗讷-阿尔卑斯大区萨瓦省，该省份为法国东部省份，历史上为薩伏依的一部分，北起上萨瓦省，西接伊泽尔省和安省，南部和东部与上阿尔卑斯省和意大利接壤。
与蒙热拉夫雷接壤的市镇（或旧市镇、城区）包括：拉莱谢尔、拉沙佩勒、埃皮埃尔、圣弗朗索瓦-隆尚、圣马丹叙拉尚布尔、拉莱谢尔。
蒙热拉夫雷的时区为UTC+01:00、UTC+02:00（夏令时）。

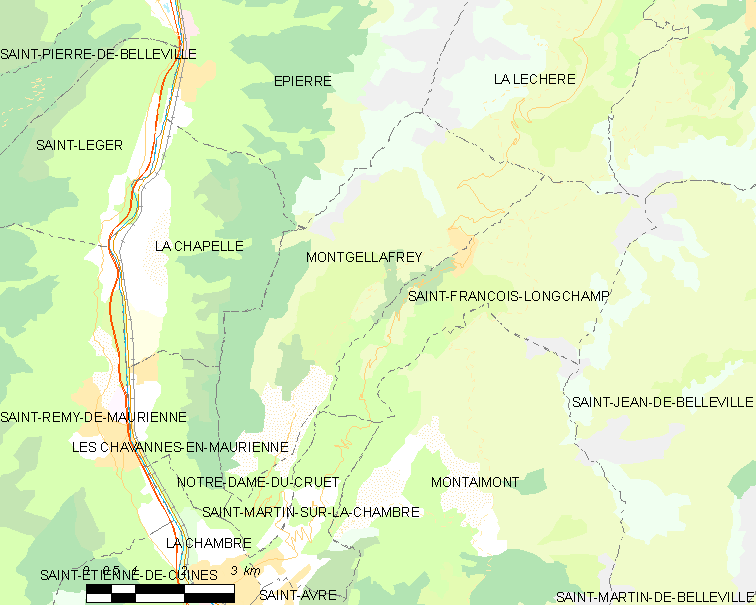
蒙热拉夫雷的OSM定位图

## 行政
蒙热拉夫雷的邮政编码为73130，INSEE市镇编码为73167。

## 政治
蒙热拉夫雷所属的省级选区为圣让德莫里耶讷县。

## 人口

1962-2008年间蒙热拉夫雷人口变化图示

蒙热拉夫雷于2018年1月1日时的人口数量为87人。